# Mirame la palomita
Mirame la palomita es una película cómica argentina, cuyos protagonistas principales son el trío cómico de Alberto Olmedo, Jorge Porcel y Susana Traverso. Estrenada el 7 de marzo de 1985. 
El chalet utilizado en la filmación de esta película, en la cual la pareja de protagonistas pasa sus días en Mar del Plata, se encontraba ubicado en la esquina de Boulevar Peralta Ramos y Castelli. Gran parte de ese chalet aún sigue existiendo, pero desde hace varios años pertenece a una conocida firma gastronómica

## Argumento
Cayetano y Carola son un matrimonio que lleva poco tiempo de casados, y viajan a Mar del Plata a encontrarse con una pareja amiga. Paralelamente, un famoso actor de películas eróticas, Federico Lupa, también se dirige a esa ciudad para presenciar el estreno de su último film. Por esas casualidades, una noche Carola y Federico se cruzan accidentalmente y a partir de entonces comienza una seguidilla de enredos y sospechas de infidelidades.

## Reparto
| Actor                  | Personaje                  |
| ---------------------- | -------------------------- |
| Alberto Olmedo         | Federico Lupa              |
| Jorge Porcel           | Cayetano                   |
| Susana Traverso        | Carola                     |
| Mario Sapag            | Jose                       |
| Monica Gonzaga         | Alicia                     |
| Tincho Zabala          | Médico                     |
| Paz Martínez           | Cantante                   |
| Julio López            | Dr. Urtizberreta (abogado) |
| Marisa Herrero         | Manuela                    |
| Alberto Irízar         | don Paco                   |
| Délfor Medina          | Cazador                    |
| Silvia Peyrou          |                            |
| Nancy Herrera          | Lucia                      |
| José Luis Gioia        | Luis                       |
| Pili Miles             |                            |
| Cecilia Di Carlo       |                            |
| Dorys Perry            |                            |
| Sandra Villarruel      |                            |
| Aurora del Mar         | Vecina en el balcón        |
| Mario E. Olivietti     |                            |
| Jorge Taglione         |                            |
| Victor Villa           |                            |
| Betty Villar           |                            |
| Daniela Raggi          |                            |
| Viviana Luif           |                            |
| Laura Dufour           |                            |
| Marcela Vera Wilson    |                            |
| Silvia Ferragine       |                            |
| Patricia Solia         |                            |
| Osvaldo Caruso         |                            |
| Matias Nicolas Benítez | Nene                       |